# Vitrea olympica
Vitrea olympica is een slakkensoort uit de familie van de Pristilomatidae. De wetenschappelijke naam van de soort is voor het eerst geldig gepubliceerd in 1976 door Riedel & Velkovrh.